# Llo
Llo é uma comuna francesa, situada no departamento dos Pyrénées-Orientales na região de Occitânia.